# ناحیه مونیسینگ، میشیگان
ناحیه مونیسینگ (به انگلیسی: Munising Township) یک منطقهٔ مسکونی در ایالات متحده آمریکا است که در شهرستان آلگر، میشیگان واقع شده‌است.
 ناحیه مونیسینگ ۵۶۳٫۸ کیلومتر مربع مساحت و ۲٬۹۸۳ نفر جمعیت دارد و ۲۵۹ متر بالاتر از سطح دریا واقع شده‌است.